# Église Saint-Gérard-Majella d'Anderlecht
L’église Saint-Gérard-Majella est un édifice religieux orthodoxe sis au 37 rue de la Floraison à Neerpede, un quartier d’Anderlecht (Bruxelles).  Construite en 1914 pour le culte catholique, l’église a été mise récemment à la disposition de l’Église orthodoxe polonaise qui y a sa paroisse principale, que les fidèles appellent église de la Nativité de la Mère de Dieu.

## Histoire
La paroisse (catholique) a été érigée en 1914. Â l’initiative du curé Fons Celens fut fondé, en même temps que l’église un couvent de sœurs Annonciades apostoliques qui vinrent de Huldenberg.  Construite à partir de 1915 d’après les plans de l’architecte Léopold Pepermans (1870-1957) l’église fut consacrée en 1917. Quelques écoles et un presbytère furent également construits. Dans le domaine furent également érigés une grotte de Lourdes et une statue du Sacré-Cœur. Cette dernière est un monument à la mémoire des morts des Première et Seconde guerres mondiales.  
Â la fin de la Seconde Guerre mondiale l’église était plutôt délabrée : elle fut reconstruite en 1952. Le bâtiment, de taille moyenne, est en briques avec porte d’entrée et fenêtres d’étage en arc brisé en lancettes. La façade est flanquée de deux structures ornementales en forme de tour carrée. Elle est surmontée d’un clocheton octogonal. 
Dans le sanctuaire se trouvent trois vitraux représentant saint Gérard Majella auquel l’église est dédiée (le jeune frère rédemptoriste fut canonisé en 1904, une dizaine d’années avant la construction de l’église). Dans le coin où se trouvent les fonts baptismaux de l’église trois autres vitraux illustrent les thèmes de la Lumière (‘Lumen’), Charité (‘Caritas’) et Chasteté (‘Castitas’).   
L’église contient un orgue de tribune néoclassique de facture ‘Slootmaeckers Frères’, 1849 (ou 1879).
Les religieuses Annonciades ont quitté les lieux en 1967. Si les bâtiments du couvent ont été vendus à des particuliers l’église est aujourd’hui confiée à la communauté polonaise orthodoxe qui y célèbre le culte. Pour eux l’Église est connue sous le nom de ‘église de la Nativité de la Mère de Dieu’.